# Liste de peintures de Giotto di Bondone
Cette page est une liste des œuvres de Giotto, plus précisément Giotto di Bondone ou Ambrogiotto di Bondone (1267 à Vespignano ou Romignano - 8 janvier 1337 à Florence), peintre, un sculpteur et architecte italien du Trecento, dont les œuvres sont à l'origine du renouveau de la peinture occidentale. C'est l'influence de sa peinture qui va provoquer le vaste mouvement de la Renaissance à partir du siècle suivant.

## Œuvres
| Image | Titre                                                                                                | Date            | Technique                     | Dimensions    | Pays                     | Ville             | Lieu de conservation                                      | Attribution et notes                                                                                      |
| ----- | --- | --------------- | ----------------------------- | ------------- | ------------------------ | ----------------- | --------------------------------------------------------- | --- |
|       | Madone de Borgo San Lorenzo                                                                          | 1290-1295 env.  | tempera et or sur bois        | 81,5 × 41 cm  | Italie (Toscane)         | Borgo San Lorenzo | Pieve di San Lorenzo (Borgo San Lorenzo)                  | Fragment d'une Maestà perdue                                                                              |
|       | Crucifix de Giotto à Santa Maria Novella                                                             | 1290-1295 env.  | tempera et or sur bois        | 578 × 406     | Italie (Toscane)         | Florence          | Basilique Santa Maria Novella                             | |
|       | Madone de San Giorgio alla Costa                                                                     | 1295 env.       | tempera et or sur bois        | 180 × 90      | Italie (Toscane)         | Florence          | Musée diocésain Santo Stefano al Ponte.                   | |
|       | Bénédiction d'Isaac à Jacob                                                                          | 1291-1295 env   | fresque                       | 300 × 300     | Italie (Ombrie)          | Assise            | Église supérieure de la basilique Saint-François d'Assise | Attribué au Maestro d'Isacco, probablement le jeune Giotto.                                               |
|       | Isaac repousse Ésaü                                                                                  | 1291-1295 env   | fresque                       | 300 × 300     | Italie (Ombrie)          | Assise            | Église supérieure de la basilique Saint-François d'Assise | Attribué au Maestro d'Isacco (Giotto jeune ?).                                                            |
|       | Joseph descendu dans le puits                                                                        | 1291-1295 env   | fresque                       | 300 × 300     | Italie (Ombrie)          | Assise            | Église supérieure de la basilique Saint-François d'Assise | Attribué au Maestro d'Isacco, (Giotto jeune ?).                                                           |
|       | Découverte de la coupe volée dans le sac de Benjamin                                                 | 1291-1295 env   | fresque                       | 300 × 300     | Italie (Ombrie)          | Assise            | Église supérieure de la basilique Saint-François d'Assise | Attribué au Maestro d'Isacco, (Giotto jeune ?)                                                            |
|       | Assassinat d'Abel                                                                                    | 1291-1295 env   | fresque                       | 300 × 300     | Italie (Ombrie)          | Assise            | Église supérieure de la basilique Saint-François d'Assise | Attribué au Maestro d'Isacco, (Giotto jeune ?).                                                           |
|       | Volta dei Dottori della Chiesa et sous l'arc un duo de Saints                                        | 1291-1295 env.  | fresque                       |               | Italie (Ombrie)          | Assise            | Église supérieure de la basilique Saint-François d'Assise | Attribué au Maestro d'Isacco,(Giotto jeune ?). Détruite lors du séisme de 1997, seuls quelques fragments. |
|       | Déposition de la Croix                                                                               | 1291-1295 env.  | fresque                       | 300 × 300     | Italie (Ombrie)          | Assise            | Église supérieure de la basilique Saint-François d'Assise | Attribué à Giotto jeune ou à Pietro Cavallini.                                                            |
|       | Résurrection                                                                                         | 1291-1295 env.  | fresque                       | 300 × 300     | Italie (Ombrie)          | Assise            | Église supérieure de la basilique Saint-François d'Assise | Attribué à Giotto jeune ou à Pietro Cavallini.                                                            |
|       | Pentecôte                                                                                            | 1291-1295 env.  | fresque                       | 500 × 400     | Italie (Ombrie)          | Assise            | Église supérieure de la basilique Saint-François d'Assise | Attribué à l'atelier de Giotto                                                                            |
|       | Ascension (Assise)                                                                                   | 1291-1295 env.  | fresque                       | 500 × 400     | Italie (Ombrie)          | Assise            | Église supérieure de la basilique Saint-François d'Assise | Attribué à l'atelier de Giotto                                                                            |
|       | Saint Pierre                                                                                         | 1291-1295 env.  | fresque                       | 60 × 60       | Italie (Ombrie)          | Assise            | Église supérieure de la basilique Saint-François d'Assise | Attribué à l'atelier de Giotto                                                                            |
|       | Saint Paul                                                                                           | 1291-1295 env.  | fresque                       | 50 × 50       | Italie (Ombrie)          | Assise            | Église supérieure de la basilique Saint-François d'Assise | Attribué à l'atelier de Giotto                                                                            |
|       | Madonna col Bambino ridente                                                                          | 1291-1295 env.  | fresque                       | 110 × 110     | Italie (Ombrie)          | Assise            | Église supérieure de la basilique Saint-François d'Assise | Attribution incertaine                                                                                    |
|       | Fresques de la vie de saint François à Assise                                                        | 1295-1299 env   | fresque                       |               | Italie (Ombrie)          | Assise            | Église supérieure de la basilique Saint-François d'Assise | Avec de nombreux collaborateurs (voir questione giottesca).                                               |
|       | Hommage à l'homme simple (it)                                                                        | 1295-1299 env.  | fresque                       | 270 × 230     | Italie (Ombrie)          | Assise            | Église supérieure de la basilique Saint-François d'Assise | Avec de nombreux collaborateurs (voir questione giottesca).                                               |
|       | Saint François donne le manteau à un pauvre (it)                                                     | 1295-1299 env.  | fresque                       | 270 × 230     | Italie (Ombrie)          | Assise            | Église supérieure de la basilique Saint-François d'Assise | Avec de nombreux collaborateurs (voir questione giottesca).                                               |
|       | Rêve des armes (it)                                                                                  | 1295-1299 env.  | fresque                       | 270 × 230 cm  | Italie (Ombrie)          | Assise            | Église supérieure de la basilique Saint-François d'Assise | Avec de nombreux collaborateurs (voir questione giottesca).                                               |
|       | Prière de Saint Damien (it)                                                                          | 1295-1299 env.  | fresque                       | 270 × 230     | Italie (Ombrie)          | Assise            | Église supérieure de la basilique Saint-François d'Assise | Avec de nombreux collaborateurs (voir questione giottesca).                                               |
|       | Saint François renonce aux biens terriens (it)                                                       | 1295-1299 env   | fresque                       | 270 × 230     | Italie (Ombrie)          | Assise            | Église supérieure de la basilique Saint-François d'Assise | Avec de nombreux collaborateurs (voir questione giottesca).                                               |
|       | Rêve d'Innocent III (it)                                                                             | 1295-1299 env.  | fresque                       | 270 × 230     | Italie (Ombrie)          | Assise            | Église supérieure de la basilique Saint-François d'Assise | Avec de nombreux collaborateurs (voir questione giottesca).                                               |
|       | Innocent III confirme la règle franciscaine (it)                                                     | 1295-1299 env.  | fresque                       | 270 × 230     | Italie (Ombrie)          | Assise            | Église supérieure de la basilique Saint-François d'Assise | Avec de nombreux collaborateurs (voir questione giottesca).                                               |
|       | Apparition de Saint François sur un char de feu (it)                                                 | 1295-1299 env.  | fresque                       | 270 × 230     | Italie (Ombrie)          | Assise            | Église supérieure de la basilique Saint-François d'Assise | Avec de nombreux collaborateurs (voir questione giottesca).                                               |
|       | Vision des trônes (it)                                                                               | 1295-1299 env.  | fresque                       | 270 × 230     | Italie (Ombrie)          | Assise            | Église supérieure de la basilique Saint-François d'Assise | Avec de nombreux collaborateurs (voir questione giottesca).                                               |
|       | Les Diables chassés d'Arezzo (it)                                                                    | 1295-1299 env.  | fresque                       | 270 × 230     | Italie (Ombrie)          | Assise            | Église supérieure de la basilique Saint-François d'Assise | Avec de nombreux collaborateurs (voir questione giottesca).                                               |
|       | San Francesco davanti al Sultano (it)                                                                | 1295-1299 env.  | fresque                       | 270 × 230     | Italie (Ombrie)          | Assise            | Église supérieure de la basilique Saint-François d'Assise | Avec de nombreux collaborateurs (voir questione giottesca).                                               |
|       | San Francesco in estasi (Giotto) (it)                                                                | 1295-1299 env.  | fresque                       | 270 × 230     | Italie (Ombrie)          | Assise            | Église supérieure de la basilique Saint-François d'Assise | Avec de nombreux collaborateurs (voir questione giottesca).                                               |
|       | Presepe di Greccio (it)                                                                              | 1295-1299 env.  | fresque                       | 270 × 230     | Italie (Ombrie)          | Assise            | Église supérieure de la basilique Saint-François d'Assise | Avec de nombreux collaborateurs (voir questione giottesca).                                               |
|       | Miracolo della sorgente (it)                                                                         | 1295-1299 env.  | fresque                       | 270 × 200     | Italie (Ombrie)          | Assise            | Église supérieure de la basilique Saint-François d'Assise | Avec de nombreux collaborateurs (voir questione giottesca).                                               |
|       | Le Prêche aux oiseaux                                                                                | 1295-1299 env.  | fresque                       | 270 × 200     | Italie (Ombrie)          | Assise            | Église supérieure de la basilique Saint-François d'Assise | Avec de nombreux collaborateurs (voir questione giottesca).                                               |
|       | Morte del cavaliere di Celano (it)                                                                   | 1295-1299 env.  | fresque                       | 270 × 230     | Italie (Ombrie)          | Assise            | Église supérieure de la basilique Saint-François d'Assise | Avec de nombreux collaborateurs (voir questione giottesca).                                               |
|       | Predica davanti a Onorio III (it)                                                                    | 1295-1299 env.  | fresque                       | 270 × 230     | Italie (Ombrie)          | Assise            | Église supérieure de la basilique Saint-François d'Assise | Avec de nombreux collaborateurs (voir questione giottesca).                                               |
|       | San Francesco appare al Capitolo di Arles (it)                                                       | 1295-1299 env.  | fresque                       | 270 × 230     | Italie (Ombrie)          | Assise            | Église supérieure de la basilique Saint-François d'Assise | Avec de nombreux collaborateurs (voir questione giottesca).                                               |
|       | San Francesco riceve le stimmate (it)                                                                | 1295-1299 env.  | fresque                       | 270 × 230     | Italie (Ombrie)          | Assise            | Église supérieure de la basilique Saint-François d'Assise | Avec de nombreux collaborateurs (voir questione giottesca).                                               |
|       | Morte di san Francesco (it)                                                                          | 1295-1299 env.  | fresque                       | 270 × 230     | Italie (Ombrie)          | Assise            | Église supérieure de la basilique Saint-François d'Assise | Avec de nombreux collaborateurs (voir questione giottesca).                                               |
|       | Visioni di frate Agostino e del vescovo di Assisi (it)                                               | 1295-1299 env.  | fresque                       | 270 × 230     | Italie (Ombrie)          | Assise            | Église supérieure de la basilique Saint-François d'Assise | Avec de nombreux collaborateurs (voir questione giottesca).                                               |
|       | Girolamo esamina le stimmate (it)                                                                    | 1295-1299 env.  | fresque                       | 270 × 230     | Italie (Ombrie)          | Assise            | Église supérieure de la basilique Saint-François d'Assise | Avec de nombreux collaborateurs (voir questione giottesca).                                               |
|       | Saluto di santa Chiara e delle sue compagne a san Francesco (it)                                     | 1295-1299 env.  | fresque                       | 270 × 230     | Italie (Ombrie)          | Assise            | Église supérieure de la basilique Saint-François d'Assise | Avec de nombreux collaborateurs (voir questione giottesca).                                               |
|       | Canonizzazione di san Francesco (it)                                                                 | 1295-1299 env.  | fresque                       | 270 × 230     | Italie (Ombrie)          | Assise            | Église supérieure de la basilique Saint-François d'Assise | Avec de nombreux collaborateurs (voir questione giottesca).                                               |
|       | San Francesco appare a Gregorio IX (it)                                                              | 1295-1299 env.  | fresque                       | 270 × 230     | Italie (Ombrie)          | Assise            | Église supérieure de la basilique Saint-François d'Assise | Avec de nombreux collaborateurs (voir questione giottesca).                                               |
|       | Guarigione dell'uomo di Lleida (it)                                                                  | 1295-1299 env.  | fresque                       | 270 × 230     | Italie (Ombrie)          | Assise            | Église supérieure de la basilique Saint-François d'Assise | Stesura attribuée au Maestro della Santa Cecilia (voir questione giottesca).                              |
|       | Confessione della donna resuscitata (it)                                                             | 1295-1299 env.  | fresque                       | 270 × 230     | Italie (Ombrie)          | Assise            | Église supérieure de la basilique Saint-François d'Assise | Stesura attribuée au Maestro della Santa Cecilia (voir questione giottesca).                              |
|       | San Francesco libera l'eretico Pietro di Alife (it)                                                  | 1295-1299 env.  | fresque                       | 270 × 230     | Italie (Ombrie)          | Assise            | Église supérieure de la basilique Saint-François d'Assise | Stesura attribuée au Maestro della Santa Cecilia (voir questione giottesca).                              |
|       | Bonifacio VIII indice il giubileo del 1300 (it)                                                      | 1300 env.       | fragment de fresque détaché   | 110 × 110     | Italie (Latium)          | Rome              | Archibasilique Saint-Jean-de-Latran                       | |
|       | Testa di pastore (it)                                                                                | 1300-1305 env.  | fragment de fresque détaché   | 250x135       | Italie (Toscane)         | Florence          | Galleria dell'Accademia                                   | Fragments d'un cycle sur la Vie de la Vierge de la Badia Fiorentina                                       |
|       | Polittico di Badia                                                                                   | 1300 env.       | tempera et or sur bois        | 91x340        | Italie (Toscane)         | Florence          | Galerie des Offices                                       | |
|       | Saint François d'Assise recevant les stigmates et trois histoires de saint François dans la predelle | 1300 env.       | tempera et or sur bois        | 314x162       | France                   | Paris             | musée du Louvre                                           | Signé |
|       | Frate francescano (Giotto) (it)                                                                      | 1300 circa      | tempera et or sur bois        | 54 × 39       | Italie (Toscane)         | Florence          | Villa I Tatti (collection Berenson)                       | |
|       | Crucifix de Giotto à Rimini                                                                          | 1301            | tempera et or sur bois        | 430 × 303     | Italie (Émilie-Romagne ) | Rimini            | Temple Malatesta                                          | |
|       | Rédempteur (Giotto)                                                                                  | 1301            | tempera et or sur bois        | 81x86         | Royaume-Uni              | Londres           | Collection privée                                         | Probable tabellone en cimaise de la Croix de Rimini.                                                      |
|       | Chapelle des Scrovegni                                                                               | 1303-1305 env.  | fresque                       |               | Italie (Vénétie)         | Padoue            | Chapelle des Scrovegni                                    | Giotto a réalisé la plupart des scènes avec la participation de collaborateurs.                           |
|       | Voûte                                                                                                | 1303-1305 env.  | fresque                       |               | Italie (Vénétie)         | Padoue            | Chapelle des Scrovegni                                    | |
|       | Cacciata di Gioacchino (it)                                                                          | 1303-1305 env.  | fresque                       | 200x185       | Italie (Vénétie)         | Padoue            | Chapelle des Scrovegni                                    | |
|       | Ritiro di Gioacchino tra i pastori (it)                                                              | 1303-1305 env.  | fresque                       | 200x185       | Italie (Vénétie)         | Padoue            | Chapelle des Scrovegni                                    | |
|       | Annuncio a sant'Anna (it)                                                                            | 1303-1305 env.  | fresque                       | 200x185       | Italie (Vénétie)         | Padoue            | Chapelle des Scrovegni                                    | |
|       | Sacrificio di Gioacchino (it)                                                                        | 1303-1305 env.  | fresque                       | 200x185       | Italie (Vénétie)         | Padoue            | Chapelle des Scrovegni                                    | |
|       | Sogno di Gioacchino (it)                                                                             | 1303-1305 env.  | fresque                       | 200x185       | Italie (Vénétie)         | Padoue            | Chapelle des Scrovegni                                    | |
|       | Incontro alla Porta d'Oro (Giotto) (it)                                                              | 1303-1305 env.  | fresque                       | 200x185       | Italie (Vénétie)         | Padoue            | Chapelle des Scrovegni                                    | |
|       | Natività di Maria (Giotto) (it)                                                                      | 1303-1305 env.  | fresque                       | 200x185       | Italie (Vénétie)         | Padoue            | Chapelle des Scrovegni                                    | |
|       | Presentazione di Maria al Tempio (Giotto) (it)                                                       | 1303-1305 env.  | fresque                       | 200x185       | Italie (Vénétie)         | Padoue            | Chapelle des Scrovegni                                    | |
|       | Consegna delle verghe (it)                                                                           | 1303-1305 env.  | fresque                       | 200x185       | Italie (Vénétie)         | Padoue            | Chapelle des Scrovegni                                    | |
|       | Preghiera per la fioritura delle verghe (it)                                                         | 1303-1305 env.  | fresque                       | 200x185       | Italie (Vénétie)         | Padoue            | Chapelle des Scrovegni                                    | |
|       | Sposalizio della Vergine (Giotto) (it)                                                               | 1303-1305 env.  | fresque                       | 200x185       | Italie (Vénétie)         | Padoue            | Chapelle des Scrovegni                                    | |
|       | Corteo nuziale di Maria (it)                                                                         | 1303-1305 env.  | fresque                       | 200x185       | Italie (Vénétie)         | Padoue            | Chapelle des Scrovegni                                    | |
|       | Dio invia l'arcangelo Gabriele (it)                                                                  | 1303-1305 env.  | fresque                       | 230x690       | Italie (Vénétie)         | Padoue            | Chapelle des Scrovegni                                    | Avec une pièce en bois dans l'image de Dieu.                                                              |
|       | Annonciation                                                                                         | 1303-1305 env.  | fresque                       | 150x195       | Italie (Vénétie)         | Padoue            | Chapelle des Scrovegni                                    | |
|       | Annonciation                                                                                         | 1303-1305 env.  | fresque                       | 150x195       | Italie (Vénétie)         | Padoue            | Chapelle des Scrovegni                                    | |
|       | Visitazione (Giotto) (it)                                                                            | 1306 env.       | fresque                       | 150x140       | Italie (Vénétie)         | Padoue            | Chapelle des Scrovegni                                    | |
|       | Natività di Gesù (Giotto) (it)                                                                       | 1303-1305 env   | fresque                       | 200x185       | Italie (Vénétie)         | Padoue            | Chapelle des Scrovegni                                    | |
|       | Adorazione dei Magi (Giotto) (it)                                                                    | 1303-1305 env   | fresque                       | 200x185       | Italie (Vénétie)         | Padoue            | Chapelle des Scrovegni                                    | |
|       | Presentazione di Gesù al Tempio (Giotto) (it)                                                        | 1303-1305 env.  | fresque                       | 200x185       | Italie (Vénétie)         | Padoue            | Chapelle des Scrovegni                                    | |
|       | La fuite en Égypte (Giotto)                                                                          | 1303-1305 env.  | fresque                       | 200x185       | Italie (Vénétie)         | Padoue            | Chapelle des Scrovegni                                    | |
|       | Strage degli innocenti (Giotto) (it)                                                                 | 1303-1305 env.  | fresque                       | 200x185       | Italie (Vénétie)         | Padoue            | Chapelle des Scrovegni                                    | |
|       | Cristo tra i dottori (it)                                                                            | 1303-1305 env.  | fresque                       | 200x185       | Italie (Vénétie)         | Padoue            | Chapelle des Scrovegni                                    | |
|       | Battesimo di Cristo (Giotto) (it)                                                                    | 1303-1305 env.  | fresque                       | 200x185       | Italie (Vénétie)         | Padoue            | Chapelle des Scrovegni                                    | |
|       | Nozze di Cana (Giotto) (it)                                                                          | 1303-1305 env.  | fresque                       | 200x185       | Italie (Vénétie)         | Padoue            | Chapelle des Scrovegni                                    | |
|       | Resurrezione di Lazzaro (Giotto) (it)                                                                | 1303-1305 env.  | fresque                       | 200x185       | Italie (Vénétie)         | Padoue            | Chapelle des Scrovegni                                    | |
|       | L'Entrée du Christ dans Jérusalem                                                                    | 1303-1305 env.  | fresque                       | 200x185       | Italie (Vénétie)         | Padoue            | Chapelle des Scrovegni                                    | |
|       | Cacciata dei mercanti dal Tempio (it)                                                                | 1303-1305 env.  | fresque                       | 200x185       | Italie (Vénétie)         | Padoue            | Chapelle des Scrovegni                                    | |
|       | Tradimento di Giuda (Giotto) (it)                                                                    | 1303-1305 env.  | fresque                       | 150x140       | Italie (Vénétie)         | Padoue            | Chapelle des Scrovegni                                    | |
|       | Ultima Cena (Giotto) (it)                                                                            | 1303-1305 env.  | fresque                       | 200x185       | Italie (Vénétie)         | Padoue            | Chapelle des Scrovegni                                    | |
|       | Lavanda dei piedi (Giotto) (it)                                                                      | 1303-1305 env   | fresque                       | 200x185       | Italie (Vénétie)         | Padoue            | Chapelle des Scrovegni                                    | |
|       | Le Baiser de Judas                                                                                   | 1306 env.       | fresque                       | 200x185       | Italie (Vénétie)         | Padoue            | Chapelle des Scrovegni                                    | |
|       | Cristo davanti a Caifa (it)                                                                          | 1303-1305 env.  | fresque                       | 200x185       | Italie (Vénétie)         | Padoue            | Chapelle des Scrovegni                                    | |
|       | Cristo deriso (Giotto) (it)                                                                          | 1303-1305 env   | fresque                       | 200x185       | Italie (Vénétie)         | Padoue            | Chapelle des Scrovegni                                    | |
|       | Salita al Calvario (Giotto) (it)                                                                     | 1303-1305 env   | fresque                       | 200x185       | Italie (Vénétie)         | Padoue            | Chapelle des Scrovegni                                    | |
|       | Crocifissione (Giotto) (it)                                                                          | 1303-1305 env.  | fresque                       | 200x185       | Italie (Vénétie)         | Padoue            | Chapelle des Scrovegni                                    | |
|       | La Déposition de croix (Giotto)                                                                      | 1303-1305 env.  | fresque                       | 200x185       | Italie (Vénétie)         | Padoue            | Chapelle des Scrovegni                                    | |
|       | Resurrezione e Noli me tangere                                                                       | 1303-1305 env.  | fresque                       | 200x185       | Italie (Vénétie)         | Padoue            | Chapelle des Scrovegni                                    | |
|       | Ascensione (Giotto) (it)                                                                             | 1303-1305 env.  | fresque                       | 200x185       | Italie (Vénétie)         | Padoue            | Chapelle des Scrovegni                                    | |
|       | Pentecoste (Giotto) (it)                                                                             | 1303-1305 env.  | fresque                       | 200x185       | Italie (Vénétie)         | Padoue            | Chapelle des Scrovegni                                    | |
|       | Giudizio Universale (Giotto) (it)                                                                    | 1306 circa      | affresco                      | 1000x840      | Italie (Vénétie)         | Padoue            | Chapelle des Scrovegni                                    | |
|       | Prudenza (Giotto) (it)                                                                               | 1306 env.       | fresque                       | 120x60        | Italie (Vénétie)         | Padoue            | Chapelle des Scrovegni                                    | |
|       | Fortezza (Giotto) (it)                                                                               | 1306 env.       | fresque                       | 120x55        | Italie (Vénétie)         | Padoue            | Chapelle des Scrovegni                                    | |
|       | Temperanza (Giotto) (it)                                                                             | 1306 env.       | fresque                       | 120x55        | Italie (Vénétie)         | Padoue            | Chapelle des Scrovegni                                    | |
|       | Giustizia (Giotto) (it)                                                                              | 1306 env.       | fresque                       | 120x60        | Italie (Vénétie)         | Padoue            | Chapelle des Scrovegni                                    | |
|       | Fede (Giotto) (it)                                                                                   | 1306 env.       | fresque                       | 120x55        | Italie (Vénétie)         | Padoue            | Chapelle des Scrovegni                                    | |
|       | Carità (Giotto) (it)                                                                                 | 1306 env.       | fresque                       | 120x55        | Italie (Vénétie)         | Padoue            | Chapelle des Scrovegni                                    | |
|       | Speranza (Giotto) (it)                                                                               | 1306 env.       | fresque                       | 120x60        | Italie (Vénétie)         | Padoue            | Chapelle des Scrovegni                                    | |
|       | Disperazione (Giotto) (it)                                                                           | 1306 env.       | fresque                       | 120 × 60      | Italie (Vénétie)         | Padoue            | Chapelle des Scrovegni                                    | |
|       | Invidia (Giotto) (it)                                                                                | 1306 env.       | fresque                       | 120 × 55      | Italie (Vénétie)         | Padoue            | Chapelle des Scrovegni                                    | |
|       | Infedeltà (Giotto) (it)                                                                              | 1306 env.       | fresque                       | 120 × 55      | Italie (Vénétie)         | Padoue            | Chapelle des Scrovegni                                    | |
|       | Ingiustizia (Giotto) (it)                                                                            | 1306 env.       | fresque                       | 120x60        | Italie (Vénétie)         | Padoue            | Chapelle des Scrovegni                                    | |
|       | Ira (Giotto) (it)                                                                                    | 1306 env.       | fresque                       | 120x55        | Italie (Vénétie)         | Padoue            | Chapelle des Scrovegni                                    | |
|       | Scostanza (it)                                                                                       | 1306 env.       | fresque                       | 120x55        | Italie (Vénétie)         | Padoue            | Chapelle des Scrovegni                                    | |
|       | Stoltezza (Giotto) (it)                                                                              | 1306 env.       | fresque                       | 120 × 55      | Italie (Vénétie)         | Padoue            | Chapelle des Scrovegni                                    | |
|       | Coretti (Giotto) (it)                                                                                | 1306 env.       | fresque                       | 150 × 140     | Italie (Vénétie)         | Padoue            | Chapelle des Scrovegni                                    | |
|       | Crucifix de Giotto à Padoue                                                                          | 1304            | tempera et or sur bois        | 223 × 164     | Italie (Vénétie)         | Padoue            | Musées civiques                                           | |
|       | La Navicella                                                                                         | 1305-1313 env.  | mosaïque fragmentaire         | 740 × 990     | Vatican                  | Le Vatican        | Basilique Saint-Pierre                                    | Décorait la façade de l'Antique basilique vaticane                                                        |
|       | Ange                                                                                                 | 1305-1313 circa | fragment de mosaïque          | 65 × 65       | Italie (Latium)          | Boville Ernica    | église San Pietro Ispano                                  | Probable fragment de mosaïque de La Navicella.                                                            |
|       | Ange                                                                                                 | 1305-1313 env   | fragment de mosaïque          | 65 × 65       | Italie (Latium)          | Rome              | Museo del Tesoro di San Pietro                            | Probable fragment du mosaïque de La Navicella.                                                            |
|       | Cappella della Maddalena                                                                             | 1307-1308 env   | fresques                      |               | Italie (Ombrie)          | Assise            | Église inférieure de la basilique                         | Avec collaborateurs.                                                                                      |
|       | Transetto destro della basilica inferiore di Assisi (it)                                             | 1308-1310 env.  | fresques                      |               | Italie (Ombrie)          | Assise            | Église inférieure de la basilique Saint-François          | Avec collaborateurs.                                                                                      |
|       | Crocifissione con cinque francescani (it)                                                            | 1308-1310 env.  | fresque                       |               | Italie (Ombrie)          | Assise            | Église inférieure de la basilique Saint-François          | Avec collaborateurs.                                                                                      |
|       | Vierge d'Ognissanti                                                                                  | 1310-1311 env.  | tempera et or sur bois        | 325 × 204     | Italie (Toscane)         | Florence          | Galerie des Offices                                       | |
|       | Dormitio Virginis (Giotto) (it)                                                                      | 1312-1314       | tempera et or sur bois        | 74,7 × 173,4  | Allemagne                | Berlin            | Gemäldegalerie                                            | |
|       | Madonna dolente (Giotto) (it)                                                                        | 1311-1315 env.  | Fragment de fresque détaché   | 64 × 45       | Italie (Toscane)         | Florence          | Museo di Santa Croce                                      | |
|       | Crucifix de Giotto à Ognissanti                                                                      | 1315 env.       | tempera et or sur bois        | 468 × 375     | Italie (Toscane)         | Florence          | Église Ognissanti                                         | |
|       | Crucifix de Giotto au musée du Louvre                                                                | 1315 env.       | tempera et or sur bois        | 277 × 225     | France                   | Paris             | Musée du Louvre                                           | Attribution incertaine, avec collabotateurs.                                                              |
|       | Calvaire avec saint François d'Assise                                                                | vers 1315-1320  | tempera et or sur bois        | 31 × 23       | France                   | Troyes            | Musée Saint-Loup                                          | |
|       | Chapelle Peruzzi                                                                                     | 1318-1322 env.  | peinture à sec sur paroi      |               | Italie (Toscane)         | Florence          | Basilique Santa Croce                                     | |
|       | Polyptyque Peruzzi                                                                                   | 1318-1322 env.  | tempera et or sur bois        | 105,7 × 250,2 | États-Unis               | Raleigh           | North Carolina Museum of Art                              | Avec collaborateurs.                                                                                      |
|       | Triptyque Stefaneschi (recto)                                                                        | 1320 env.       | tempera et or sur bois        | 220x245       | Vatican                  | Le Vatican        | Pinacothèque vaticane                                     | |
|       | Triptyque Stefaneschi (verso)                                                                        | 1320 env.       | tempera et or sur bois        | 220x245       | Vatican                  | Le Vatican        | Pinacothèque Vaticane                                     | |
|       | Crocifissione di Berlino (it)                                                                        | 1320 env.       | tempera et or sur bois        | 58 × 33       | Allemagne                | Berlin            | Gemäldegalerie                                            | Attribution incertaine.                                                                                   |
|       | Crucifixion de Strasbourg                                                                            | 1320 env.       | tempera et or sur bois        | 39x26         | France                   | Strasbourg        | musée des beaux-arts                                      | Attribution incertaine.                                                                                   |
|       | Sette tavolette con storie di Gesù (it)                                                              | 1320-1325 env.  | tempera et or sur bois        | 44 × 45       | États-Unis               | New York          | Metropolitan Museum of Art                                | |
|       | Presentazione al Tempio                                                                              | 1320-1325 env.  | tempera et or sur bois        | 44 × 43       | États-Unis               | Boston            | Musée Isabella Stewart Gardner                            | |
|       | Ultima cena                                                                                          | 1320-1325 env.  | tempera et or sur bois        | 42,56 × 43    | Allemagne                | Munich            | Alte Pinakothek                                           | |
|       | Crocifissione                                                                                        | 1320-1325 env.  | tempera et or sur bois        | 45x43,5       | Allemagne                | Munich            | Alte Pinakothek                                           | |
|       | Deposizione                                                                                          | 1320-1325 env.  | tempera et or sur bois        | 44,5 × 43     | Italie (Toscane)         | Florence          | Villa I Tatti (collection Berenson)                       | |
|       | Discesa al Limbo                                                                                     | 1320-1325 env.  | tempera et or sur bois        | 45 × 43,5     | Allemagne                | Munich            | Alte Pinakothek                                           | |
|       | Pentecoste                                                                                           | 1320-1325 env   | tempera et or sur bois        | 45 × 43,5     | Royaume-Uni              | Londres           | National Gallery                                          | |
|       | Chapelle Bardi                                                                                       | 1325 env.       | peinture a secco sur paroi    |               | Italie (Toscane)         | Florence          | Basilique Santa Croce                                     | |
|       | Madonna col Bambino (Giotto) (it)                                                                    | 1325-1330 env.  | tempera et or sur bois        | 85,5 × 62     | États-Unis               | Washington        | National Gallery of Art                                   | Panneau d'un Polyptyque de la Vierge et quatre saints démembré                                            |
|       | San Giovanni Evangelista (Giotto) (it)                                                               | 1325-1330 env.  | tempera et or sur bois        | 81x55         | France                   | Fontaine-Chaalis  | Abbaye de Chaalis                                         | Panneau d'un Polyptyque de la Vierge et quatre saints démembré                                            |
|       | San Lorenzo (Giotto) (it)                                                                            | 1325-1330 env.  | tempera et or sur bois        | 81 × 55       | France                   | Fontaine-Chaalis  | Abbaye de Chaalis                                         | Panneau d'un Polyptyque de la Vierge et quatre saints démembré                                            |
|       | Polyptyque Baroncelli                                                                                | 1328 env.       | tempera et or sur bois        | 185 × 323     | Italie (Toscane)         | Florence          | Basilique Santa Croce                                     | Signé Opus Magistri Jocti mais souvent attribué à ses aides d'atelier, en particulier Taddeo Gaddi.       |
|       | Éternel et Anges                                                                                     | 1328 env.       | tempera et or sur bois        | 76,2 × 71,1   | États-Unis               | San Diego         | Musée d'art de San Diego                                  | Probable cimaise du Polyptyque Baroncelli?                                                                |
|       | Crucifix de Giotto à San Felice in Piazza                                                            | 1330 env.       | tempera et or sur bois        | 343 × 432     | Italie (Toscane)         | Florence          | Chiesa di San Felice in Piazza                            | Probablement une œuvre d'atelier.                                                                         |
|       | Polyptyque de Bologne                                                                                | 1330-1334       | tempera et or sur bois        | 91 × 340      | Italie (Émilie-Romagne)  | Bologne           | Pinacothèque nationale                                    | Signé. |
|       | Santo Stefano                                                                                        | 1330-1335 env.  | tempera et fond d'or sur bois | 84,3 × 54     | Italie (Toscane)         | Florence          | Musée Horne                                               | Panneau d'un Polyptyque de la Vierge et quatre saints démembré                                            |
|       | Allegorie francescane                                                                                | 1334 env.       | fresque                       |               | Italie (Ombrie)          | Assise            | Église inférieure de la basilique                         | Avec aides, à rapprocher du Parente di Giotto                                                             |
|       | Cappella del Podestà (it)                                                                            | 1334-1337       | fresque                       |               | Italie (Toscane)         | Florence          | Musée national du Bargello                                | Giotto a probablement peint divers portraits dont celui de Dante.                                         |

## Sources
- (it) Cet article est partiellement ou en totalité issu de l’article de Wikipédia en italien intitulé « Opere di Giotto » (voir la liste des auteurs).